# Lucernaire (liturgie)
Pour les articles homonymes, voir Lucernaire.
Le lucernaire, du latin Lucernarium (c'est-à-dire : allumage des lampes) est le rite d'allumage des lampes dans les offices du soir (vêpres ou complies). Il est accompagné d'une prière liturgique communautaire célébrant le Christ-Lumière qui, même la nuit, veille sur la famille humaine. D’origine très ancienne, il est intégré à l’office de vêpres à partir du Ve siècle. Il retrouve une certaine faveur à la suite du concile Vatican II et la réforme de l’Office divin (ou liturgie des Heures).

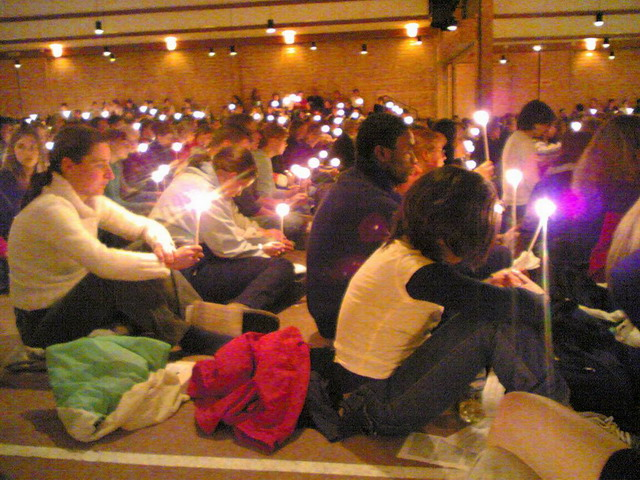
Un lucernaire à Taizé.

## Origine
Le simple geste quotidien d’allumer les lampes (à huile) au tomber du jour a déjà une dimension religieuse dans le judaïsme ancien qui connaît un rite de la bénédiction de la lampe au coucher du soleil. Ce rituel a une importance plus grande le soir du sabbat. Le culte domestique du monde gréco-romain connaissait également un rituel d’allumage des lampes, et certains tombeaux construits à l'époque d'Hadrien possèdent un lucernaire, comme celui de Q. Nasonius Ambrosius, construit au bord de la via Flaminia.

## Développement
Ce type de prière est attesté très tôt dans les communautés chrétiennes. Au IVe siècle, saint Basile, dans son Traité du Saint-Esprit, y fait allusion comme à une pratique déjà ancienne : «Il a paru bon à nos pères de ne pas recevoir sans reconnaissance la lumière de fin de jour, mais bien de rendre grâce dès qu’elle brille. Le peuple prononce alors l’antique acclamation : ‘Joyeuse lumière, splendeur de la gloire du Père, saint et bienheureux Jésus-Christ !»
À partir du Ve siècle, le lucernaire tend à être intégré à l’office du soir, les vêpres, dont il n’est plus que l’introduction. Les traditions et rites des différentes Églises chrétiennes, orientales comme occidentales ont toutes gardé une forme du ‘lucernaire’ dans leur office divin, soit lors des vêpres soit plus souvent lors des complies. L’office divin du rite ambrosien (de l’Église de Milan) donne une place encore prééminente au lucernaire.

## Dans le rite byzantin
Le lucernaire est composé des psaumes 140, 141, 129 et 116. Les dix derniers versets de ce groupe de psaumes sont chantés en alternance avec des stichères, issus du ton de l'octoèque occurrent, de l'office du Ménée, et, le cas échéant, du Triode ou du pentécostaire. Le nombre de stichères varie entre 6 et 10 en fonction du degré de solennité du jour liturgique. Le lucernaire s'achève avec un "Gloire au Père..." et le chant d'un doxastikon et/ou d'un théotokion dogmatique. Il est suivi de l'hymne "Lumière Joyeuse" mentionnée par saint Basile.

## Dans le rite romain rénové
Malgré son origine étrangère au rite romain, des communautés religieuses, en particulier celles qui ont pris naissance après le concile Vatican II, telle les Fraternités de Jérusalem ont repris le rite antique du lucernaire, au début de l’office de vêpres, après le chant à l’Esprit Saint et l’hymne. Il se compose du rituel de l’encens : encensement de l’autel, des icônes, puis de toute l’assemblée, accompagné du psaume 141 et du rituel de la lumière : allumage des bougies sur l’autel et devant les icônes, ainsi que de la Menorah, au chant du «Joyeuse lumière...»

## Hymne ‘Lumière joyeuse ’
L’hymne ‘Lumière joyeuse ’, qui est la plus ancienne hymne chrétienne conservée (IIe ou IIIe siècle), fait partie intégrante de l'Office orthodoxe des vêpres. Cette hymne, inconnue de l'Occident jusqu'au XVIIIe siècle  a reçu de nouveaux développements dans l'Eglise catholique avec la nouvelle ‘Liturgie des Heures’ post-vaticane.
Texte grec
Φῶς ἱλαρὸν ἁγίας δόξης ἀθανάτου Πατρός,
οὐρανίου, ἁγίου, μάκαρος, Ἰησοῦ Χριστέ,
ἐλθόντες ἐπὶ τὴν ἡλίου δύσιν, ἰδόντες φῶς ἑσπερινόν,
ὑμνοῦμεν Πατέρα, Υἱόν, καὶ ἅγιον Πνεῦμα, Θεόν.
Ἄξιόν σε ἐν πᾶσι καιροῖς ὑμνεῖσθαι φωναῖς αἰσίαις,
Υἱὲ Θεοῦ, ζωὴν ὁ διδούς· διὸ ὁ κόσμος σὲ δοξάζει.
Traduction française en usage dans l’Église orthodoxe
Lumière joyeuse de la sainte gloire du Père immortel,
céleste, saint, et bienheureux, ô Jésus Christ.
Parvenus au coucher du soleil,
voyant la lumière du soir,
nous chantons Dieu ; Père, Fils et Saint-Esprit.
Il est digne dans tous les temps
de te célébrer avec des voix saintes,
ô Fils de Dieu qui donnes la vie,
aussi le monde te glorifie.
Version employée dans l’Église catholique
Joyeuse lumière, splendeur éternelle du Père.
Saint et bienheureux Jésus Christ !
Venant au coucher du soleil
Contemplant la lumière du soir
Nous chantons le Père et le Fils,
Et le Saint Esprit de Dieu.
Nous Te chantons, Ressuscité,
Toi qui surgis des ténèbres du tombeau
Étoile du matin qui devance l’aurore
Dont l’éclat resplendit jusqu’au monde nouveau.
Reste avec nous, Seigneur,
Car déjà le jour baisse
Illumine nos yeux au soir de cette Pâque
Toi la lumière qui ne connaît pas de couchant.
Autre version plus littérale employée dans l’Église catholique (abbaye de Timadeuc notamment)
Joie et lumière
De la gloire éternelle du Père
Le Très-haut, le Très-Saint,
Ô Jésus Christ.
Parvenus à la fin du jour,
Contemplant cette clarté dans le soir,
Nous chantons le Père et le Fils
Et le Saint Esprit de Dieu
Oui, tu es digne d'être chanté
Dans tous les temps par des voix sanctifiées,
Fils de Dieu qui donne la vie,
Tout l'univers te rend gloire.
Rendons gloire au Père tout puissant,
A Jésus son Fils le Seigneur,
A l'Esprit qui habite en nos cœurs,
Pour les siècles des siècles. Amen.